# Chondroitin sulfát

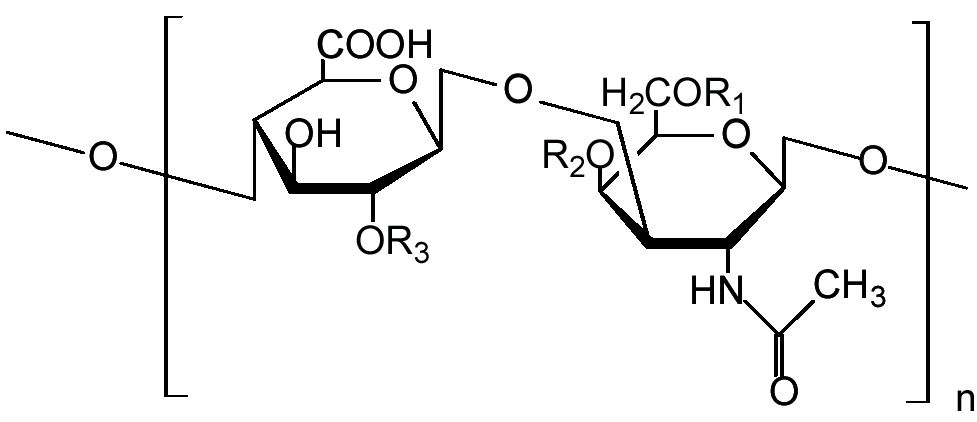
Vzorec chondroitin sulfátové stavební jednotky

Chondroitin sulfát je glykosaminoglykan nejvíce zastoupený ve strukturách mezibuněčné hmoty chrupavky. Jde o polysacharid složený z pravidelně se opakujících monomerů glukuronátu a N-acetylgalaktosaminu (vzniká buď z galaktózy, nebo z glukosaminu). N-acetylgalaktosamin je v jeho řetězci sulfatován na hydroxylovou skupinu v poloze 4 nebo 6 (chondroitin-4-sulfát a chodnroitin-6-sulfát). Silný záporný náboj osmoticky zadržuje vodu, čímž dává chrupavce pružnost. Přirozeně je navázán na proteoglykany (zejména agrekan), na jejichž proteinovém jádře probíhá jeho biosyntéza v Golgiho aparátu.
Chondroitin sulfát najdeme i v ostatních pojivových tkáních.
Průmyslově se získává extrakcí chrupavek, nejčastěji hovězích nebo vepřových.

## Medicínský profil látky

### Farmakokinetika
Perorální dostupnost se udává v rozmezí 0-13 %, závisí na molekulové hmotnosti, technologickém zpracování přípravku a také na způsobu, jakým se tento údaj zjišťuje. Makromolekulární řetězec je totiž enzymaticky štěpen na fragmenty o malé molekulové hmotnosti, z části již střevní mikroflórou před absorpcí. Podobně jako u glukosaminu je scintigrafickými metodami prokazatelný [zdroj?] vysoký tropismus pro kloubní chrupavku.

### Mechanismus účinku
Působí patrně galaktosamin vzniklý odbouráním polysacharidového řetězce, mechanismus účinku je pravděpodobně shodný s glukosaminem. K výstavbě chrupavky není využíván polysacharidový řetězec či jeho štěpy, ale jednotlivé monomery (vzhledem k výše uvedené biosyntéze proteoglykanů). Nutriční význam je zřejmě zanedbatelný.

### Účinky
Chondroitin sulfát patří mezi symptomaticky pomalu působící léky při osteoartróze (SYSADOA). To znamená, že při dlouhodobém užívání (alespoň 2 měsíce) má příznivé účinky proti bolesti a zánětu při artróze kloubů. Na rozdíl od analgetik a nesteroidních antiflogistik je tento účinek opožděný, projeví se až po 4-6 týdnech pravidelného užívání. Po vysazení však tento účinek obvykle přetrvává nějakou dobu. Proto je možné po 2-3 měsících užívání udělat další asi 2-3měsíční přestávku.
Chondroitin sulfát též zřejmě dokáže zastavit ztrátu kloubní chrupavky, ke které při artróze dochází.

### Dávkování
Doporučené dávkování chondroitin sulfátu je 800 až 1 200 mg denně po dobu aspoň dvou měsíců, přičemž zřejmě není rozdíl v účinnosti těchto dvou dávek. Chondroitin sulfát je možné podávat intermitentně (s přestávkami) i kontinuálně (dlouhodobě bez přestávek).
Lze užívat s jídlem nebo i bez jídla, může být lepší ho brát spolu s jídlem, nebo po jídle.

### Bezpečnost,toxicita, nežádoucí účinky
Podobně jako u glukosamin sulfátu je u chondroitin sulfátu výskyt nežádoucích účinků stejně častý jako u placeba. Nežádoucí účinky v doporučených dávkách jsou vesměs nezávažné.
Byl zaznamenán ojedinělý případ prodlouženého času krvácení u pacienta léčeného warfarinem, který zároveň užíval vysoké dávky kombinace glukosamin sulfátu (3000 mg) a chondroitin sulfátu (2400 mg). Není jasné, která složka je za tento účinek zodpovědná. Chondroitin sulfát má strukturu podobnou heparinu, což může teoreticky způsobovat tuto interakci.
U chondroitin sulfátu není dostatek zkušeností s užíváním v těhotenství a při kojení.